# Борго-Сан-Джованни
Борго-Сан-Джованни (итал. Borgo San Giovanni) — коммуна в Италии, располагается в регионе Ломбардия, подчиняется административному центру Лоди.
Население составляет 1597 человек, плотность населения составляет 228 чел./км². Занимает площадь 7 км². Почтовый индекс — 20070. Телефонный код — 0371.
В коммуне в первое воскресение сентября особо празднуется Усекновение главы Иоанна Предтечи.